# Sharon (Vermont)
Sharon es un pueblo ubicado en el condado de Windsor en el estado estadounidense de Vermont. En el año 2010 tenía una población de 1,502 habitantes y una densidad poblacional de 14 personas por km².

## Geografía
Sharon se encuentra ubicado en las coordenadas 43°46′25″N 72°26′38″O / 43.77361, -72.44389.

## Demografía
Según la Oficina del Censo en 2000 los ingresos medios por hogar en la localidad eran de $40,952 y los ingresos medios por familia eran $47,500. Los hombres tenían unos ingresos medios de $32,112 frente a los $28,472 para las mujeres. La renta per cápita para la localidad era de $20,824. Alrededor del 7.3% de la población estaban por debajo del umbral de pobreza.